# Vùng bức xạ

Cấu trúc trong của các sao dãy chính, trong đó vùng đối lưu được thể hiện bằng những vòng mũi tên, và vùng bức xạ được thể hiện bằng những đường gấp khúc đỏ. Ở bên trái là một ngôi sao lùn đỏ có khối lượng thấp, ở giữa là một ngôi sao lùn vàng có khối lượng trung bình, và ở bên phải là một ngôi sao dãy chính trắng-xanh khối lượng lớn.

Vùng bức xạ (radiation zone) là một lớp của cấu trúc bên trong của một ngôi sao nơi mà năng lượng được vận chuyển chủ yếu ra bên ngoài bởi các hình thức khuếch tán bức xạ và dẫn nhiệt, hơn là hình thức đối lưu. Năng lượng di chuyển qua vùng bức xạ dưới dạng bức xạ điện từ hay photon.
Vật chất trong vùng bức xạ có mật độ rất lớn đến nỗi các photon chỉ có thể di chuyển ở một khoảng cách ngắn trước khi chúng bị hấp thụ hoặc tán xạ bởi các hạt khác, khiến chúng dần dần chuyển về bước sóng dài hơn. Bởi lý do này, các tia gamma từ lõi Mặt Trời cần trung bình 171,000 năm để rời khỏi vùng bức xạ. Trên khoảng cách này, nhiệt độ của plasma giảm từ 15 triệu K (kelvin) ở gần lõi xuống 1,5 triệu K khi bắt đầu tới vùng đối lưu.
Vùng bức xạ cân bằng với sự hình thành đối lưu tự nhiên nếu gradien mật độ là đủ lớn, sao cho một phần tử đi lên có mật độ giảm (do sự giãn nở đoạn nhiệt) ít hơn sự giảm mật độ xung quanh nó, nên xuất hiện sức nổi kéo nó xuống về nơi xuất phát.

## Sao dãy chính
Đối với các sao dãy chính—các ngôi sao sản xuất năng lượng thông qua phản ứng nhiệt hạch hydro ở lõi của chúng, sự hiện diện và vị trí của các vùng bức xạ phụ thuộc vào khối lượng của ngôi sao. Sao dãy chính dưới 0,3 khối lượng mặt trời là hoàn toàn đối lưu, có nghĩa là chúng không có vùng bức xạ. Từ 0,3 tới 1,2 khối lượng mặt trời, khu vực xung quanh lõi sao là một vùng bức xạ, được tách khỏi vùng đối lưu bởi một lớp chuyển tiếp gọi là tachocline. Bán kính của vùng bức xạ tăng đơn điệu theo khối lượng, với các sao khoảng 1,2 khối lượng mặt trời gần như hoàn toàn là bức xạ. Trên 1,2 khối lượng mặt trời, vùng lõi trở thành một vùng đối lưu trong khi vùng phủ ngoài là vùng bức xạ, với khối lượng vật chất bên trong vùng đối lưu tăng theo khối lượng của ngôi sao

## Mặt Trời
Bên trong Mặt Trời, khu vực ở khoảng từ 0,2 bán kính Mặt Trời đến 0,71 bán kính Mặt Trời, giữa lõi Mặt Trời và vùng đối lưu ngoài được gọi là vùng bức xạ, mặc dù chính lõi Mặt Trời cũng là một vùng bức xạ. Vùng đối lưu và vùng bức xạ được phân tách bởi tachocline, một lớp khác của Mặt Trời.